# Adrift (film fra 1911)
 For alternative betydninger, se Adrift. (Se også artikler, som begynder med Adrift)
Adrift er en amerikansk stumfilm fra 1911 af Lucius J. Henderson.

## Medvirkende
- William Garwood
- Lucille Younge
- Marie Eline
- Katherine Horn